# Emoce

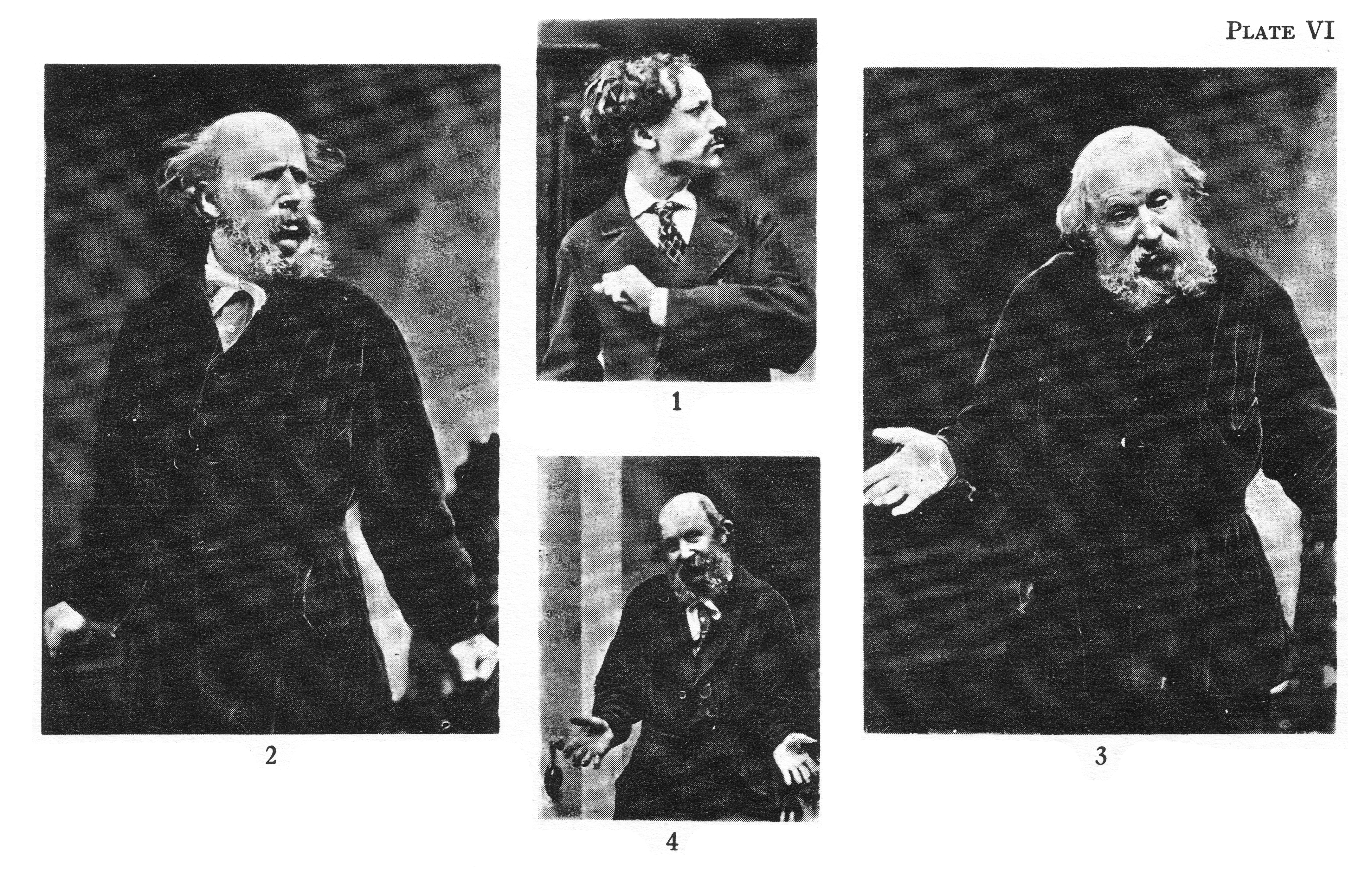
Ilustrace lidských emocí v Darwinově knize Výraz emocí u člověka a u zvířat z roku 1872

Emoce (dle M. Macháče (1985) z lat. emovere – vzrušovat, dle M. Nakonečného (1997) lat. motio – pohyb, emoce latinsky jsou potom emotio) jsou psychicky a sociálně konstruované procesy, zahrnující subjektivní zážitky libosti (sympatie) a nelibosti (averze), provázené fyziologickými změnami (změna srdečního tepu, změna rychlosti dýchání atd.), motorickými projevy (mimika, gestikulace), změnami pohotovosti a zaměřenosti. Hodnotí skutečnosti, události, situace a výsledky činností podle subjektivního stavu a vztahu k hodnocenému, vedou k zaujetí postoje k dané situaci. Podle metaanalýzy však fyziologické reakce na dané emoce nejsou jednotné.

## Sociologické pojetí emocí
Základním předpokladem sociologického pojetí emocí (v angl. emotions, sentiment, feelings) je jejich sociální konstruovanost. Emoce nejsou prožívány v mysli jedince samovolně, samy o sobě, ale jsou vztaženy k určitým objektům, jevům nebo procesům. Sociologická konceptualizace tedy neredukuje emoce na následky fyziologických a psychologických procesů či stavů. Emoce lze chápat jako formulace afektu (v angl. affects), přičemž se je lidé učí během socializace reflektovat a pojmenovávat. Díky tomu je možné identifikovat a pojmenovat psychologický stav (afekt), tak aby byl pochopitelný jak pro člověka samotného, tak v komunikaci s okolím. Jedinci zároveň internalizují určité kulturní normy a návody, které sdělují, které emoce jsou vhodné v určitých typizovaných situacích. Například, kdy je vhodné cítit radost a kdy smutek. Afekt tak souvisí s emocemi i náladami, je proto možné konstatovat že „vztah jednotlivých afektivních procesů (afektů, emocí a nálad) je vzájemně interagující, přičemž lze u každého jedince usuzovat na tendenci k synchronizaci jednotlivých afektivních jevů v rámci afektivního proudu.“
Tento přístup ke zkoumání lidských emocí je inspirován symbolickým interakcionismem. Konkrétně myšlenkou, že pro to, jak aktér či aktéři danou situaci interpretují, záleží na definici situace. Pokud je tedy nějaká emoce či psychický stav chápán jako strach či stud, bez ohledu na to zda je fyziologicky stimulován, je pro aktéry dané situace studem či strachem a aktéři podle toho jednají. Jako příklad lze uvést situaci, kdy cítíme, že něco není v pořádku, porušuje se [sociální norma], ale do té doby než pozorovatel jednání neřekne: „Měl by ses stydět.“, nemusí aktéři situace stud pociťovat a ten se dostaví až ex post. Popřípadě, když cítíme nepříjemný pocit ohledně potenciálně nepředvídatelné a náročné budoucí události, dokud nám není v komunikaci sděleno: „Státnic se bát nemusíš, je to pěkné povídání s kolegy.“, teprve poté je pocit identifikován jako strach.
Význam, v tomto případě tedy pojmenování a identifikace emoce, ovšem není nic statického, ale je neustálým procesem, podobně jako proces definice situace. Tento proces také není definitivní, například reflexe vlastního strachu může vézt k tomu, že je strach mizí, protože se jeví subjektu jako iracionální.
Na druhou stranu význam prvotního fyziologického stimulu či impulsu nelze opomíjet a bývá tak často předpokladem pro definici či pojmenování emoce. Zjednodušeně řečeno bez určitého biologického impulsu by nebylo možné „nic“ pojmenovat. Avšak bez naučené a sociální schopnosti definovat a pojmenovávat by nevznikaly žádné emoce, protože by jako emoce vnímány nebyly. Například pokud vidíme lva, řada lidí může cítit jisté zneklidnění. Pokud by ale neměli sociálně a kulturně naučeno, že se jedná o potenciálně nebezpečného tvora, nikdy by nemuseli v mysli provézt identifikaci a „pojmenování“ emoce a tím pádem zažívat „strach“. Od sedmdesátých let dvacátého století se začíná psát o sociologii emocí.

### Emoce, sociální kontrola a společenský řád
Pro řadu autorů a autorek představují emoce ať přímo nebo nepřímo zásadní způsob a prostředek dosahování sociální kontroly a sociálního řádu. Z klasických autorů Émile Durkheim zastával názor, že určité emoce (úcta, pocit povinnosti či závazku) vytvářejí stabilnější sociální pouta, která v zásadě umožňují fungování společnosti jako koherentního celku. Pro Randalla Collinse představují emoce a sdílení nálad mezi aktéry komunikace jeden ze základů interakčního rituálu, který chápe jako komplexní jednotku vysvětlující a popisující fungování společnosti.
Susan Shott emoce rozděluje na rolové (role-taking feelings) a nerolové – radost, smutek, vztek (non-role taking feelings).
Přičemž z hlediska konstitutivního pro společenské vazby mají význam emoce rolové. Ty také dále dělí na reflexivní (vina, stud, pýcha, hrdost, ješitnost) a empatické, které vznikají tím, že se vcítíme do situace druhého. Rolové emoce mají zásadní morální a normativní význam, který nejen, že zavazuje jedince k určitému jednání, ale zároveň slouží jako sankce pro jednání, které není v souladu s tím považovaným za správné. Přestože se emoce vytvářejí v přímé či nepřímé interakci s dalšími aktéry, v konečném důsledku je to samotný aktér, který reflektuje emoci, a provádí tak sebekontrolu. Emoce tedy mohou být jedním ze způsobů výkonu „neviditelné“ moci, jak ji popisuje Foucault, když využívá Benthamův popis Panoptikonu. Jedinec sleduje sám sebe, jelikož si je vědom neustálé přítomnosti kulturní či sociální normy a případně publika, které by hodnotilo jeho výkon při podřízení se nebo vzdorování normě.
Z hlediska pozitivní sociální kontroly, tedy motivace k určitému činu, jsou významné empatické rolové emoce, které často motivují altruistické chování.

### Management emocí a kulturní kontext
Způsob jakým probíhá reflexe vnitřních pocitů se ustavuje během socializace aktéra a je ovlivněn kulturním kontextem. Některé emoce jsou v určitých kulturách defavorizovány a jedinci se je tak snaží potlačit, popřípadě ventilovat v rámci rituálu či transponovat do jiné emoce. Různé kulturní okruhy nejenom, že mají specifické „slovníky“ či „repertoáry“ emocí, ale zároveň se jejich členové učí se svými prožitky manipulovat a určitým způsobem řídit podle daných pravidel a sociálních norem takzvaných feeling rules. Lidé se často podvědomě snaží cítit tak, jak by měli, jak je odpovídající situaci. Zároveň se snaží tak cítit i k aktéru s nimž vstupují do interakce, praktikují takzvanou emotion work. Manipulace s emocemi je součástí managementu emocí, který je kulturně specifický. Některé emoce, respektive jejich fyziologicko-biologické stimuly, jsou však univerzální.
Emotion work a management emocí se ve společnostech euro-atlantického kulturního okruhu a potažmo kapitalistických společnostech projevuje tím, že se z emocí stává komodita a jsou vyžadovány v rámci výkonu pracovních povinností. Většinou u profesí, kde dochází ke kontaktu s jinými aktéry například letuška, číšník, ale i během obchodního jednání mezi CEOs obchodních korporací. Zvládání emocí tak zahrnuje i ekonomickou dimenzi. Pro Goffmana představuje management emocí přeneseně faktor ovlivňující schopnost aktéra být mobilní v rámci sociální struktury. Respektive jednat tak, že mu ostatní aktéři budou prokazovat úctu (v angl. „demeanor“). Čím lépe zvládnutá schopnost managementu vlastních emocí, tím více rostou jeho šance na větší úctu a nepřímo i lepší postavení v rámci sociální hierarchie společenské či v rámci konkrétní organizace.

### Makroskopická dimenze problematiky emocí
Pocit studu nebo hanby přispívá kromě stabilizace struktur sociálních skupin a sítí také k reprodukci sociálních nerovností. Konkrétně tím, že příslušníci sociální vrstvy či třídy často diferencují sami sebe jako individuum i jako člena určité referenční skupiny právě na základě těchto emocí. Vytvářejí morální hranice vůči členům jiných skupin, vrstev či tříd. Emoce tedy nejsou pouze prožívané stavy mysli, ale slouží i k evaluaci či hodnocení sebe sama či jiných aktérů v síti vztahů mezi dalšími aktéry. V této souvislosti často aktéři považují normu platící pro jejich sociální či kulturní okruh za univerzálně platnou, nebo za mající legitimitu být univerzálně platnou, pro všechny sociální skupiny. Hodnocení jiného aktéra nebo jeho jednání probíhá i na základě něčeho, co bychom mohli nazvat emoční habitus. Feeling rules jsou součástí nejen normativního kódu určité kultury, ale jsou i diferencované pro různé sociální skupiny.
Ve společnostech moderních a pozdně moderních se ukazuje jako stále významnější schopnost manipulovat s emocemi vlastními nebo s emocemi ostatních lidí. Pro jednotlivce je tato schopnost potenciální příležitostí pro sociální mobilitu ve smyslu kumulace úcty, moci či peněz. V souvislosti s „řízeným“ prožíváním emocí lze zmínit sportovní události, popkulturu či kulturní průmysl. V této souvislosti někteří autoři poukazují na něco, co bychom mohli nazvat citovou vyprahlostí, kdy jsou lidské schopnosti konstruovat city a komunikovat o nich omezeny a ohrožovány především blazeovaným postojem, přemírou banálních podnětů a jistým nihilismem.
Na druhou stranu je možné chápat fenomén tak, že emoce jsou jen prožívány a kontextualizovány odlišně než v minulosti. Jak ukazuje Zygmunt Bauman v soudobé společnosti jsou i lidské vztahy a emoce předmětem spotřeby. Pro ilustraci kulturního významu emocí lze připomenout dílo Norberta Eliase nazvané O procesu civilizace, kde je popsána psychogeneze civilizace a jejích členů v tom smyslu, že v rámci své osobnosti se aktéři učí zvládání projevů emocí, spontánních projevů a snadnějšímu akceptování disciplinace.
V konečném důsledku je důvěra základem pro ekonomické vztahy a i komplexní systém finančního kapitalismu a globální směnu kapitálu. Jak lze pozorovat na příkladu současné dluhové krize, je v celé řadě případů ztráta důvěry mnohdy pro ekonomické subjekty (v tomto případě státy) zničující daleko více než skomírající fundamentální ekonomické ukazatele a výkony reálné ekonomiky. Důvěra mnoha aktérů drží v chodu nejen trhy s dluhopisy, ale i burzy s cennými papíry a finančními produkty, a v neposlední řadě systémy důchodových pojištění. V některých případech mohou dokonce emotivní a racionálně nepodložené zprávy o likviditě bank spustit hromadné výběry a způsobit tak faktickou neschopnost dostát závazkům, ač do té doby byla banka solventní. Emoce tak mohou hrát roli spouštěčů sebenaplňujících se proroctví. Emoce jsou tedy vlastně více, než bychom mohli na základě racionalismu ekonomické vědy usuzovat, základem pro koherentní a stabilní funkci sociálního i ekonomického systému kapitalistického typu.

### Příklad managementu emocí v zaměstnání
Ilustrativním příkladem managementu emocí je způsob, jakým se studenti a studentky medicíny učí vyrovnávat se a řídit své emoce, které zakoušejí během prvních kontaktů s pacienty v rámci praxe během studia. Zmíněný příklad je specifický pro euroatlantický kulturní okruh, kde je významnou kulturní normou ve vztahu lékaře a pacienta emoční neutralita. Profesionální přístup zahrnuje neosobní zájem o specifické problémy pacientů. Tento přístup je neosobní ve smyslu stejného přístupu ke všem pacientům a určitého standardu péče. Na druhou stranu studenti a studentky medicíny mají naučené a socializované emoce, které se jim objevují během určitých životních situací. Například pocit studu během vyšetřování intimních míst, odpor či znechucení během pitvy či jiných operací s lidským tělem a jeho částmi. Jejich jednání v roli lékaře často porušuje určité jinak obecně platné sociální konvence. Během zmíněné pitvy je to úcta k mrtvým. Během vyšetření je to fyzický kontakt s cizím člověkem.
Negativní či přehnané emoce jsou podle norem lékařské profese nežádoucí a studenti a studentky se je tak snaží potlačit. Vyvíjejí proto různé strategie, kterými jsou emoce potlačeny nebo ventilovány. Tyto strategie jsou většinou individuální. Patří mezi ně například odosobnění pacienta – člověk je spíše předmět odborného zájmu; mechanizace a rutinizace vyšetření či prohlídky; akcentování pozitivních stránek (z hlediska profesního růstu); užívání humoru; vyhýbání se přímému kontaktu. Z hlediska výkonu povolání může mít přílišný důraz na management emocí a vnější tlak za následek syndrom vyhoření. Management emocí jedince také ovlivňuje, do jaké míry sociální skupina, která vytváří tlak na určitý ideál jednání, reflektuje jedincovu snahu a aspiraci na tento ideál.

## Psychologické pojetí emocí
Emoce jsou relativně krátké epizody vzájemně souvisejících koordinovaných změn v několika komponentách (neurofyziologické aktivaci, behaviorálním projevu, subjektivním prožitku, v tendenci k jednání a kognitivních procesech), jako odpovědi na (převážně) vnější události, které mají pro jedince význam. Emoce jsou celistvou odpovědí jedince na osobně relevantní a motivačně významné události (Frijda, 1986; Levenson, 1999), jsou přechodnou (rozuměj netrvalou a časově relativně ohraničenou) bio-psycho-sociální reakcí na události, které mají vliv na naši celkovou pohodu a které potenciálně vyžadují okamžité jednání. Emoce jsou metaforou pro rychlé, bezprostřední, organizované, ekologické a ekonomické zpracovávání informací, které nám pomáhá okamžitě se rozhodovat a jednat bez dlouhého racionálního zvažování (Tooby, Cosmides, 2008). Emoce se vynořují jako odpověď na okamžité a souběžně probíhající zhodnocení aktuálních situací s ohledem na pozitivní nebo negativní implikace z hlediska zájmů či cílů člověka (e.g. Ortony, Clore, Collins, 1988; Smith, Ellsworth, 1985), mají relativně detekovatelný spouštěč, rychlý nástup a omezenou délku trvání. Emoce signalizují stav, na který je třeba odpovědět, nebo který dále nepotřebuje reakci (Frijda, 1988) – viz Poláčková Šolcová, Trnka (2015).
Emoce jsou evolučně starší než rozumové jednání. Emoce se poměrně snadno přenášejí na ostatní (panika, pláč na pohřbech, neutišitelný smích apod.) Silné emoce mohou poškodit zdraví nebo dokonce přivodit smrt. Také dlouhodobé působení určité emoce může vést ke změnám zdravotního stavu.
Cit je podle některých užší pojem, kterým se označuje konkrétní pocitový zážitek.
Užší je pak především z toho hlediska, že emoce potřebuje více kritérií na to, abychom daný stav mohli označit emocí (např. subjektivní prožitek, fyziologická reakce, projev emoce, tendence k jednání, regulace emoce ad.).
Z jiného hlediska je pocit obecnějším, širším pojmem než emoce: stále něco cítíme, ale to neznamená, že právě prožíváme nějakou emoci. Pocit je neustálý (i když ne nutně reflektovaný a uvědomovaný) – je prostou odpovědí na otázku „Jak se cítíš?“. Pocit lze považovat za synonymum k afektu a je součástí všech afektivních procesů (emocí, nálad, emočních epizod apod.).

### Vlastnosti emocí
- subjektivita – na stejné situace mohou různí jedinci odpovídat různými a různě intenzivními emocemi (např. hněv nebo strach), pokud někdo reaguje výrazně odlišnou emocí než ostatní, zpravidla k tomu dochází z důvodu intoxikace (alkohol, drogy), poškození mozku nebo duševní choroby;[27] pokud se u někoho nedostavují emoce, mluví se o apatii, lhostejnosti.
- předmětnost – emoce jsou reakcí na konkrétní podnět (tím se liší od afektu a od nálady, která je spíše nezacílená[28]),
- aktuálnost – emoce se odehrávají bezprostředně, okamžitě,
- polarita – emoce lze zpravidla umístit na dimenzi libost–nelibost, s ohledem na sociální kontext je však řada emocí umístitelná ambivalentně (příjemný strach, loučení, lítost apod.),
- vliv na paměť – emoční stavy mají vliv na paměťové procesy, pokud je nějaký údaj spojen s určitou emocí (pozitivní i negativní), jedinec si ho snáze zapamatuje; velmi silná emoce může schopnost zapamatování naopak snížit (úlek, vztek).[29]

### Funkce emocí
Funkcí emocí je příprava jedince k reakci na konkrétní událost. Kromě toho emoce facilitují vštípení zážitku. Například strach má jedince připravit na nebezpečí a vtisknout danou situaci do paměti jako nebezpečnou. Emoce tak vedou k vymezení a hierarchizaci hodnot, vytvoření schopnosti seberegulace.

### Emoční inteligence
Emoční inteligence je schopnost zvládat své emoce a vcítit se do emocí ostatních. Lze ji dělit na:
- intrapersonální:
  - znalost vlastních emocí,
  - ovládání vlastních emocí,
  - schopnost sebemotivace,
- interpersonální, která se někdy nazývá sociální inteligence.[31]
  - empatie, schopnost vcítění se do emocí jiných lidí,
  - schopnost přizpůsobit své jednání na základě emocí jiných lidí.

### Rozdělení afektivních jevů podle intenzity a délky trvání
Klasifikace jednotlivých typů afektivních procesů je založena především na základě délky trvání jevu (např. Frijda, 1993; Levenson, 1999; Stein, Trabasso, Liwag, 1993), přičemž paradoxně „změřit“ délku afektivního jevu, jakým je emoce, emoční epizoda či nálada, je značný problém, protože v sobě zahrnují celou řadu komponent, jejichž trvání může být různé (Scherer, 1984), s celou řadou zdánlivých konců. Mezi afektivními jevy se objevují afektivní postoje jakožto relativně trvalé a citově zbarvené přesvědčení, preference a predisponované chování vůči objektům, jevům a osobám (nenávist, láska, ničení, mít rád); interpersonální afektivní postoje, které charakterizují afektivní (citový) vztah v diskrétních interpersonálních interakcích (např. vřelost, chlad, podpora); osobnostní rysy jako temperamentové dispozice a tendence k chování, které je typické pro jedince (nervozita, hostilita, závistivost, žárlivost) a nakonec vášně jako vysoce hodnocené individuální cíle s emočně důležitými výsledky snažení. Kromě toho se v psychologické literatuře vyskytuje i termín sentiment, jakožto dlouhodobá afektivní dispozice reagovat emočně na určité situace, objekty či děje (Frijda et al., 1991; Oatley, 2000).
- afekt – Afekt je základní stavební jednotkou a součástí všech afektivních jevů, jedem bod kontinua prožívání, charakter a funkce afektu je především evaluační. Afekt nemá (ve srovnání s emocí) signální charakter, nereaguje na něco, je přítomný neustále, nemusí být nutně interpretován ani registrován.
- nálada –relativně ohraničený úsek afektivního proudu s určitou charakteristickou valenční kvalitou. Nálada je determinována implicitním afektivním vyladěním jedince, tvarována aktuálními duševními a tělesnými procesy,
přičemž její obsah je konstruován s ohledem na kontext, sociokulturní prostředí, kognitivní styl apod. stejně, jako je tomu u emoce. Náladu lze jinými slovy pojímat jako aktuální a časově relativně ohraničenou dispozici vnímat, interpretovat a vztahovat se k vnějšímu prostředí i sám k sobě určitým způsobem (pozitivně – negativně), přičemž tato aktuální dispozice reflektuje momentální vnitřní zdroje člověka. (Viz Poláčková Šolcová, Trnka, 2015)
- vášeň – vysoce hodnocené individuální cíle s emočně důležitými výsledky snažení.

### Rozdělení emocí podle charakteru
Emoce lze podle jejich evolučního stáří rozdělit na základní a vyšší. Základní emoce se vyskytují nejen u všech národností a kultur, ale z velké části i u vyšších živočichů. Související jednání a mimika jsou zčásti vrozené (smích, pláč). Přesné vymezení základních emocí se u různých autorů liší.

#### Základní emoce
| emoce      | podnět                      | reakce                                                           |
| ---------- | --------------------------- | ---------------------------------------------------------------- |
| strach     | nebezpečí                   | útěk (únik), boj, strnutí                                        |
| hněv       | překážka, nepřítel          | útok, agrese                                                     |
| radost     | zisk, úspěch                | uvolnění, úsměv                                                  |
| smutek     | ztráta hodnoty, neúspěch    | pláč, apatie                                                     |
| důvěra     | přátelství, přímé jednání   | spolehnutí se na druhého                                         |
| znechucení | nepříjemná věc nebo situace | odstranění zdroje znechucení, únik                               |
| očekávání  | neznámá, nejistá situace    | orientace, získávání informací                                   |
| překvapení | nečekaná situace            | nástup další emoce podle situace (strach, radost, očekávání aj.) |

#### Vyšší emoce
- intelektuální – zaměřené na překonávání překážek a problémů:
  - cit pro pravdu a hodnotu pravdy
  - zvědavost
  - frustrace z nepochopení
- morální – vystupují ve vztahu k morálce společnosti:
  - stud
  - altruismus
  - empatie
- estetické – hodnotí a vyjadřují vkus člověka

### Citové vztahy
Kombinací určitých emocí se vytvářejí složitější vazby na ostatní jedince, které nazýváme citové vztahy. Jsou to především:
- láska
- přátelství
- nenávist
- nepřátelství
- závist
- žárlivost
- pohrdání a opovržení
- odpor a štítivost

### Tělesné pocity
Tělesné pocity nejsou emocemi, ale mají k nim úzký vztah – určitý tělesný pocit zpravidla vede k vyvolání některých emocí. Mezi hlavní tělesné pocity patří:
- bolest
- únava
- hlad
- žízeň
- pohlavní pud (žádostivost, orgasmus)

## Poruchy emocí
Poruchy lability – rychlé střídání nálad
Dráždivost – citová tupost – projevem nemoci, bezohledných lidí
Manická nálada – veselý, hyperaktivní,je vystupňovaná
Euforie – spokojenost, blaženost, je vyrovnaný
Deprese – stísněnost, smutek
Melancholie – z ničeho nemá radost, afekty pláče
Anxiózní nálada – vyděšenost, úzkost
Apatie – citová tupost
Averze – odpor k něčemu
Fobie – různé strachy, nedají se potlačit
Komplex – záporné citové napětí